# Peter Evans (muzikant)
Peter Evans (New York, 1981) is een Amerikaanse jazztrompettist.

## Biografie
Evans studeerde begin 2000 af aan het Oberlin College en ronde af aan het Oberlin Conservatory of Music in Ohio. Samen met zijn studievriend Moppa Elliott ging hij in 2003 naar New York als professionele muzikant die hem, net als saxofonist Jon Irabagon en drummer Kevin Shea, in zijn band Mostly Other People Do the Killing haalde, waar hij tot 2015 werkte. Als experimenterende muzikant overschreed Evans voortdurend de grenzen van het genre, trad hij op in kamerorkesten en in freejazz-omgevingen, in bands en solo als uitvoerend artiest. Hij neemt regelmatig deel aan het jaarlijkse Festival of New Trumpet Music in New York. Zijn reizen brachten hem door heel Noord-Amerika en verschillende keren naar Europa.
Zijn solo-trompetalbum More Is More werd in 2006 uitgebracht op het psi-label van Evan Parker, het debuutalbum als bandleider onder de titel The Peter Evans Quartet werd in 2007 uitgebracht door Firehouse 12 Records. De vaste leden van dit kwartet zijn Brandon Seabrook, Tom Blancarte en Kevin Shea. Hij is ook lid van het kwartet Mostly Other People Do the Killing, het freestyle duo Sparks met Tom Blancarte, the Histrionics, het freejazz kwintet Carnival Skin (met Klaus Kugel, Perry Robinson, Hilliard Greene en Bruce Eisenbeil), het project Language Of met Charles Evans en het Christmas Duo met trombonist Sam Kulik. Hij heeft ook bijgedragen aan het album The Moment's Energy van Evan Parker. Hij maakt ook deel uit van het in 2014 opgerichte Amok Amor-kwartet met Petter Eldh, Christian Lillinger en Wanja Slavin.
In New York treedt de trompettist ook regelmatig op met hedendaagse ensembles voor nieuwe muziek, zoals het International Contemporary Ensemble, Alarm Will Sound, Continuum en Ensemble 21. Op de piccolotrompet geeft hij barokmuziekconcerten, zoals Brandenburg Concerto No. 2 in de Brooklyn Bargemusic-serie en Bachs 'B minor Mis in de kerk van St. Peter. Evans richtte in 2011 zijn eigen platenlabel More is More Records op, om nieuwe en compromisloze muziek uit te brengen.

## Discografie
Albums onder zijn eigen naam
- 2009: Nature/Culture dubbel-cd, (psi)
- 2007: The Peter Evans Quartet (Firehouse)
- 2006, 2011: More Is More (psi; More Is More Records)
- 2011: Ghosts (More Is More Records), met Carlos Homs
- 2014: Sam Pluta, Peter Evans: Event Horizon (Carrier)
- 2016: Lifeblood (More Is More Records)
- 2018: The Veil (More Is More)

met Evan Parkers Electro-Acoustic Ensemble
- 2007: The Moment's Energy (ECM)

met Nate Wooley
- 2011: High Society, CD, (Carrier Records)
- 2012: Instrumentals Vol. 1, CD, (Dead CEO)

met Weasel Walter & Mary Halvorson
- 2009: Mystery Meat, cdr (ugEXPLODE)
- 2012: Mechanical Malfunction, cd, (Thirsty Ear Records)

met Tom Blancarte
- 2008: Sparks, cd, (Creative Sources)

met Okkyung Lee & Steve Beresford
- 2009: Check For Monsters, cd, (Emanem Records)

met Rodrigo Amado
- 2014: The Freedom Principle

met Tim Dahl en Mike Pride
- 2015: Pulverize the Sound

met Agustí Fernández en Mats Gustafsson
- 2017: A Quietness of Water (Not Two Records)
- 2018: Kopros Lithos

met David Byrd-Marrow
- 2018: Eye of the Mind (More Is More)

- Bibliothèque nationale de France: cb16216874r (data)
- Gemeinsame Normdatei: 138890854
- International Standard Name Identifier: 0000 0001 1509 7421
- Library of Congress Control Number: no2011027010
- MusicBrainz: 3ed536fa-64f0-4a25-8de1-a2006e6c5793
- Nationale Bibliotheek van Israël: 987007323269605171
- Nederlandse Thesaurus van Auteursnamen: 334221331
- Réseau des bibliothèques de Suisse occidentale: 02-A018480274
- Système universitaire de documentation: 157335631
- Virtual International Authority File: 301524453
- WorldCat: E39PCjxKt9kXT7MtQ4vPYp8xcK